# 穆罕默德·纳席尔
穆罕默德·纳席尔（1908年7月17日—1993年2月6日）通常简称纳席尔，是已故印度尼西亚宗教和政治人物，穆斯林，曾任印尼新闻部长，是印尼第5任内阁总理，宗教右翼势力代表人物，反对苏加诺总统的亲共左倾政策，在朱安达内阁时期曾公开支持地方分裂势力。